# Vincent Purkart
Vincent Purkart (* 25. Juni 1936 in Montargis; † 11. November 2015) war ein französischer Tischtennisspieler. Er wurde hauptsächlich durch seine Tischtennis-Showveranstaltungen bekannt.

## Werdegang
Purkart begann erst als 15-Jähriger mit dem Tischtennissport. Bei den nationalen französischen Meisterschaften gewann er insgesamt sieben Titel, zweimal im Einzel (1964, 1965), viermal im Doppel (1962, 1964, 1965, 1969) und einmal im Mixed (1977). Meist stand er allerdings im Schatten von Jacques Secrétin, dem er siebenmal in Folge im Endspiel unterlag. In den 1970er Jahren spielte Purkart beim Verein Kremlin Bicetre Paris.
Dreimal wurde Purkart für Weltmeisterschaften nominiert, nämlich 1963, 1965 und 1967. 1965 wurde er in der französischen Rangliste auf Platz eins geführt.
Ab 1970 präsentierte er zusammen mit Jacques Secrétin weltweit zahlreiche Tischtennisshows, ehe er im Dezember 1996 aus gesundheitlichen Gründen aufhörte.

## Turnierergebnisse
| Verband | Veranstaltung     | Jahr | Ort       | Land | Einzel     | Doppel       | Mixed        | Team |
| ------- | ----------------- | ---- | --------- | ---- | ---------- | ------------ | ------------ | ---- |
| FRA     | Weltmeisterschaft | 1967 | Stockholm | SWE  | letzte 64  | keine Teiln. | keine Teiln. | 15   |
| FRA     | Weltmeisterschaft | 1965 | Ljubljana | YUG  | letzte 128 | letzte 64    | Qual         | 19   |
| FRA     | Weltmeisterschaft | 1963 | Prag      | TCH  | Qual       | letzte 128   | keine Teiln. | 17   |